# Okanagan (rivière)
Pour les articles homonymes, voir Okanagan (homonymie).
L'Okanagan, ou Okanogan, (Okanagan River au Canada et Okanogan River aux États-Unis) est un affluent du fleuve Columbia et un émissaire du lac Okanagan (Okanagan Lake), il coule dans le sud de la Colombie-Britannique au Canada et dans le nord et le centre de l'État de Washington aux États-Unis.

## Géographie

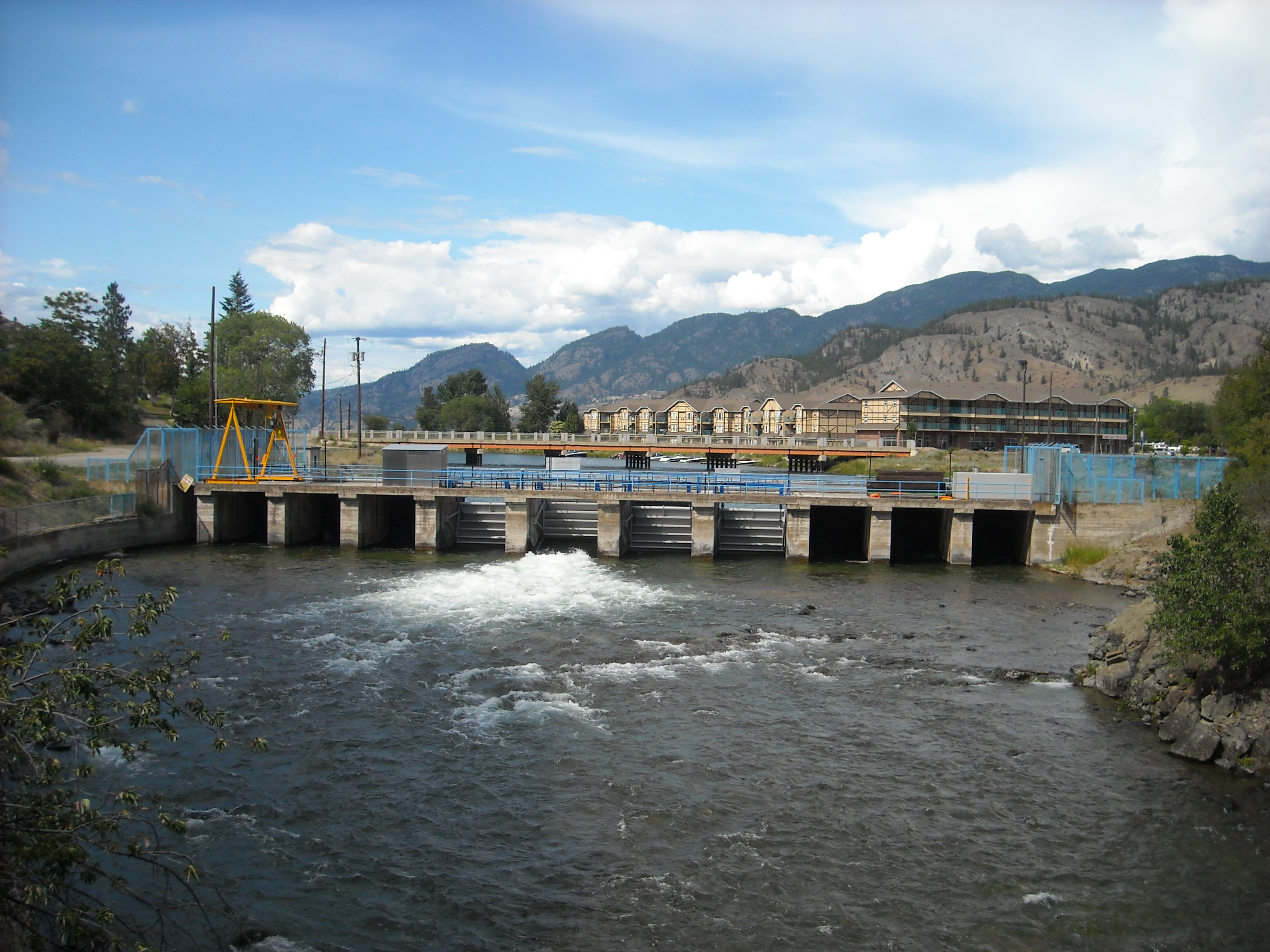
Barrage sur l'Okanagan à la sortie du lac Skaha dans les Okanagan Falls.

L'Okanagan coule du nord vers le sud et sa longueur est de 185 kilomètres. Son cours débute au sud du lac Okanagan à la hauteur de la ville de Penticton, il traverse ensuite la région Okanagan à l'est de la chaîne des Cascades en Colombie-Britannique, il s'élargit ensuite pour devenir le lac Osoyoos (Osoyoos Lake) à cheval sur la frontière avec les États-Unis qu'il franchit à hauteur de la ville de Osoyoos, puis il coule à travers le comté d'Okanogan dans l'État de Washington avant de se jeter dans la Columbia à la hauteur du lac Pateros (Lake Pateros).